# شستوپاولوفکا
شستوپاولوفکا (انگلیسی: Shestopalovka) یک شهرک در شهرستان داولکانوفسکی در استان باشقیرستان کشور روسیه است.